# Cartésianisme
 (décembre 2011).
Si vous disposez d'ouvrages ou d'articles de référence ou si vous connaissez des sites web de qualité traitant du thème abordé ici, merci de compléter l'article en donnant les références utiles à sa vérifiabilité et en les liant à la section « Notes et références ».

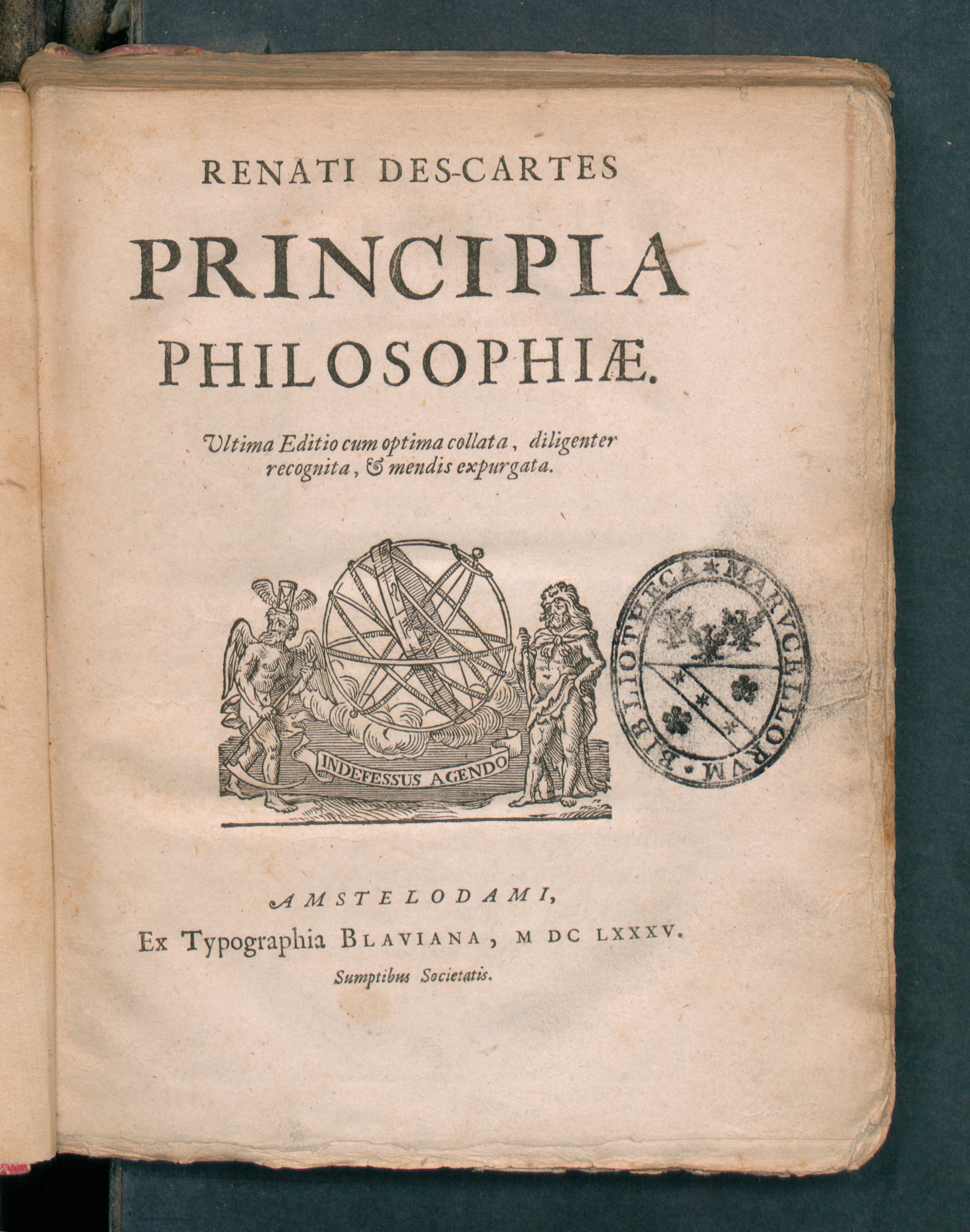
Principia philosophiae, 1685

Le cartésianisme est un courant philosophique qui se réclame des principes et des thèses de la pensée de René Descartes (1596-1650).
Le cartésianisme s'est particulièrement manifesté à travers le premier ouvrage philosophique publié en langue française, le célèbre Discours de la méthode (1637), sous-titré « pour bien conduire sa raison et chercher la vérité dans les sciences ».
Le cartésianisme est une philosophie rationaliste et métaphysique.

## Description

### Contexte de la naissance du cartésianisme

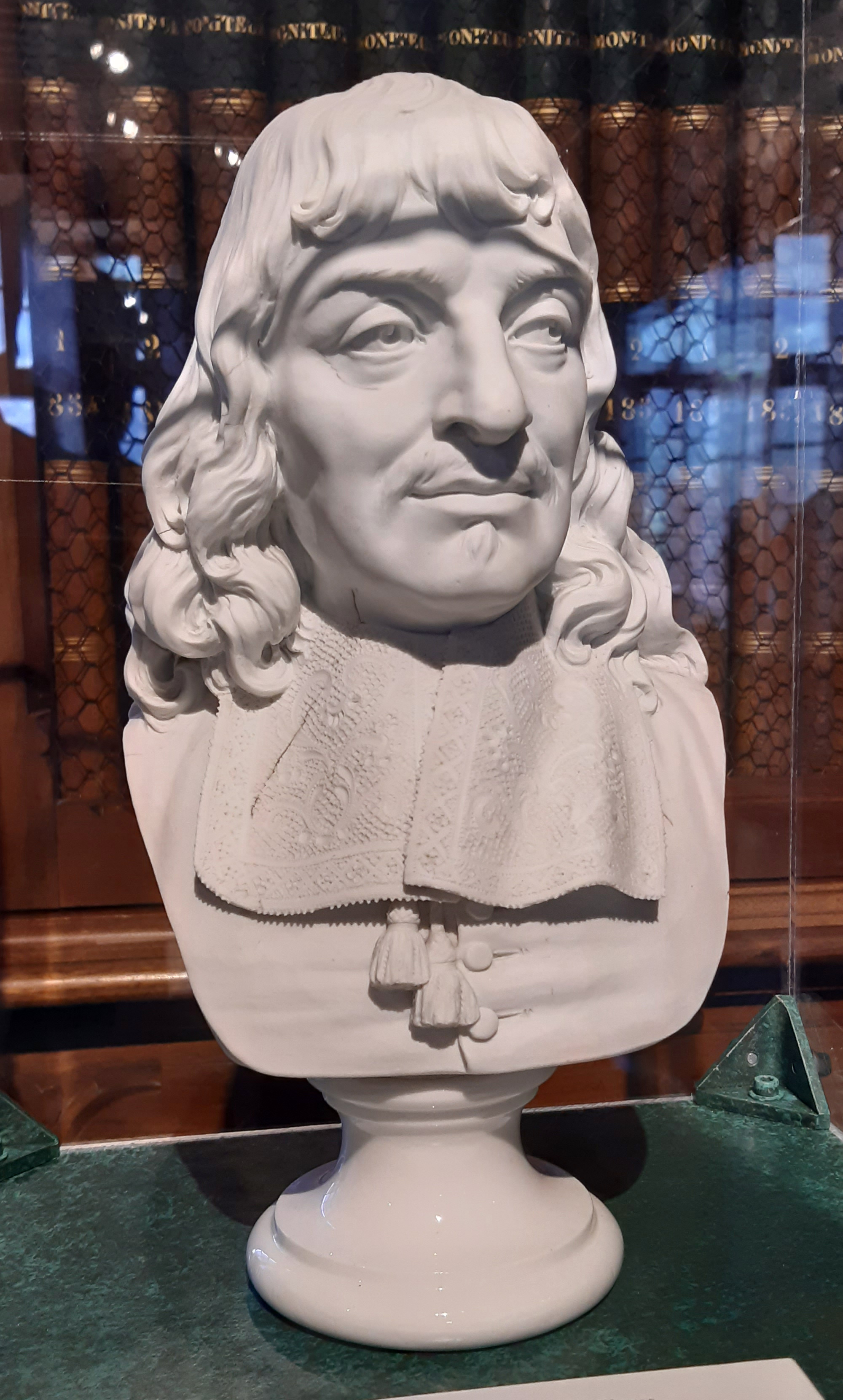
Buste de René Descartes, (Musée de la Révolution française).

Pour bien comprendre les caractéristiques de la philosophie de Descartes, il est nécessaire de revenir sur le contexte dans lequel cette philosophie a été élaborée.
Au début du XVIIe siècle, le monde scientifique et philosophique se trouvait plongé dans la controverse ptoléméo-copernicienne. La théorie émergente de l'héliocentrisme bouleversait certains principes établis dans les universités.
Les plus grands scientifiques et philosophes de l'époque échangeaient sur ces questions à travers des réseaux de correspondance qui s'organisaient autour de quelques personnalités (Marin Mersenne, Peiresc). Marin Mersenne, qui rassembla les objections sur les méditations sur la philosophie première auprès des plus grands esprits de cette époque, avait publié quelques années auparavant (1623) un ouvrage intitulé Questions sur la Genèse, dans lequel il critiquait violemment la Kabbale chrétienne et Pic de la Mirandole, ouvrage auquel répondit Jacques Gaffarel.
Descartes, qui échangeait une correspondance avec Marin Mersenne, a élaboré l'essentiel de sa philosophie en réaction au procès de Galilée (1633). Après avoir reçu le dialogue sur les deux grands systèmes du monde, qui faisait l'objet de la condamnation, Descartes a renoncé à publier son propre traité de physique intitulé Traité du monde et de la lumière. Le résultat du procès poussa Descartes à orienter sa carrière vers la philosophie.
Le discours de la méthode (1637), premier ouvrage purement philosophique de Descartes, et un des premiers ouvrages philosophiques écrits en langue française, après notamment Cours complet de philosophie, 1602, de Scipion Dupleix, a été écrit quelques années plus tard.

### Caractéristiques générales
Grosso modo, la philosophie cartésienne repose sur quelques postulats simples que l'on peut résumer de la façon suivante :
- l'homme peut accéder à la connaissance universelle par la raison, d'où d'ailleurs le courant épistémologique du « rationalisme » qui s'oppose dans bien des cas à l'empirisme. Il emploie pour cela toutes les ressources de son intelligence, en premier lieu l'« intuition évidente », la conjecture et la déduction, mais également l'imagination, les sens, et la mémoire (Les Règles pour la direction de l'esprit) ;
- l'homme est une « substance pensante », idée maîtresse bien inscrite au bilan de son actif pensant au sens comptable du terme; mais il faudrait peut-être faire attention aux formes de l'intelligence qui peut être conceptuelle comme elle peut être opérationnelle et surtout émotionnelle. Ceci s'exprime par le célèbre cogito ergo sum, exposé dans Le Discours de la méthode, et précisé pour l'essentiel dans Les Méditations sur la philosophie première ;
- l'homme peut s'appuyer sur la raison seule, et n'a pas besoin des « lumières de la foi » pour accéder à la connaissance (Les Principes de la philosophie). Du point de vue des courants épistémologiques et méthodologiques, le rationalisme est fondamentalement cartésien et, en ce sens, le rationalisme ne croit qu'à la raison scientifique purement déductive comme il a été d'ailleurs utilisé par Descartes lui-même en mathématiques et en géométrie analytique.

Partant de ces postulats, toute la connaissance repose sur une nouvelle métaphysique, y compris la morale (les Principes de la philosophie).
Nicolas Malebranche, que l'on considère comme cartésien, a néanmoins proposé des démarches qui intègrent Dieu dans le système rationaliste (voir occasionalisme).

### Rupture avec la scolastique
Étant donné son origine, qui est basée sur la vision du monde du XVIIe siècle, le cartésianisme est assez proche du mécanisme, qu'il a engendré après la confirmation des hypothèses sur le mouvement des planètes effectuée grâce au formalisme mathématique élaboré par Newton.
La métaphysique de Descartes représente en réalité une rupture radicale par rapport à celle de la philosophie scolastique, qui avait élaboré une synthèse entre la philosophie d'Aristote et le christianisme, et défini avec précision le concept de substance (voir aussi Fides et ratio). Dans l'esprit de Descartes, le cogito représente un principe premier destiné à remplacer la cause première, telle qu'elle était imaginée par Aristote et la scolastique.

## Principaux philosophes qui se sont réclamés du cartésianisme

### Aux Pays-Bas
La diffusion de la pensée cartésienne a pour foyer la Hollande où Descartes vécut de 1628 à 1649. Les principaux représentants du cartésianisme hollandais furent :
- Henri Le Roy dit Regius (1598-1679), disciple remuant et encombrant avec qui Descartes rompit en 1647 ;
- Arnold Geulincx (1624-1669), philosophe né à Anvers et professeur à l'université de Leyde ;
- Christian Huygens (1629-1695).

### En France
En France, les représentants du cartésianisme furent :
- Claude Clerselier (1614-1684) traducteur des Objections et des réponses des Méditations métaphysiques.
- Le physicien Jacques Rohault (1618-1672), né à Amiens, professeur de mathématiques du Dauphin ;
- Robert Desgabets (1610-1678) ;
- Géraud de Cordemoy (1626-1684) ;
- Louis de La Forge (1632-1666) médecin qui publie en 1666 un Traité de l'esprit de l'homme ;
- Nicolas Malebranche  (1638-1715), un des premiers zélateurs de la pensée cartésienne[2] ;
- Au XVIIIe siècle, des médecins matérialistes, comme La Mettrie (1709-1751), se réclameront de Descartes.

À la mort de Descartes, ses papiers furent confiés à Clerselier qui assurera par ailleurs l'édition posthume de nombreux ouvrages dont notamment le Traité de l'Homme (1664).

### En Italie
Les principaux représentants du cartésianisme italien furent :
- Michelangelo Fardella (1650-1718), qui avait puisé les principes de la philosophie de Descartes pendant un voyage qu'il fit à Paris (1678) dans la conversation d'Arnauld, de Malebranche et de Lamy.
- Tommaso Campailla (1668-1740) qui tentait de concilier scolastique et cartésianisme.

### Autres filiations
Nicolas Malebranche (1638-1715) a développé une théorie intéressante sur le problème corps-esprit (occasionalisme), qui évite certains écueils de la causalité.
Des théologiens tels que Wittichius (1625-1687) ont cherché à concilier le cartésianisme avec la théologie.

## Limites et critiques

### Critiques de la philosophie de Descartes
Si l'on excepte les philosophes qui se sont déclarés du cartésianisme, les contemporains
de Descartes ont souvent reçu assez fraîchement cette philosophie, en particulier les principes métaphysiques exposés dans les Méditations métaphysiques :
- Thomas Hobbes était réservé, ainsi que Marin Mersenne lui-même.
- Leibniz avait une conception de la substance assez différente de celle de Descartes.
- John Locke s'opposait aux spéculations cartésiennes sur la nature de l’âme et ses rapports avec les mouvements physiologiques.
- Certaines personnalités aux Pays-Bas trouvaient que la philosophie de Descartes était un pélagianisme.
- Blaise Pascal n'était pas d'accord non plus avec Descartes, estimant que cette philosophie pouvait mener au déisme[3].
- Spinoza divergeait sur bon nombre de questions dont l'approche cartésienne de la métaphysique et de la liberté. Spinoza définit Dieu comme un être infini, cause de soi et cause immanente, et non transitive, de toutes choses[4] Par conséquent, contrairement à Descartes, Spinoza refuse à l’esprit humain et donc à l’homme le statut de substance hors de Dieu: "L'homme n'est pas un empire dans un empire"[5].

### Raisonnement analytique
Pour Descartes, « il n’y a pas d’autres voies qui s’offrent aux hommes, pour arriver à une connaissance certaine de la vérité, que l’intuition évidente et la déduction nécessaire » (XIIe règle).
Dans le Discours de la méthode (1637), Descartes fonde le raisonnement analytique sur « quatre préceptes » :

« Le premier étoit de ne recevoir jamais aucune chose pour vraie que je ne la connusse évidemment être telle ; c’est-à-dire, d’éviter soigneusement la précipitation et la prévention, et de ne comprendre rien de plus en mes jugements que ce qui se présenteroit si clairement et si distinctement à mon esprit, que je n’eusse aucune occasion de le mettre en doute.
Le second, de diviser chacune des difficultés que j’examinerois, en autant de parcelles qu’il se pourroit, et qu’il seroit requis pour les mieux résoudre.
Le troisième, de conduire par ordre mes pensées, en commençant par les objets les plus simples et les plus aisés à connoître, pour monter peu à peu comme par degrés jusques à la connoissance des plus composés, et supposant même de l'ordre entre ceux qui ne se précèdent point naturellement les uns les autres.
Et le dernier, de faire partout des dénombrements si entiers et des revues si générales, que je fusse assuré de ne rien omettre. »

Le fait est que dans un monde complexe, et en interaction permanente, toute intuition n'est pas évidente. La pensée cartésienne reste très analytique, et manque du caractère holistique qui est aujourd'hui nécessaire pour résoudre des problèmes globaux, en systémique par exemple. L'esprit « cartésien » peut ainsi faire trop appel à une forme déductive de raisonnement, et pas assez à son intuition et à l'induction.

### Critiques contemporaines en rapport avec la crise écologique
La crise écologique globale amène les contemporains à réévaluer certains aspects de la pensée de Descartes, passés relativement inaperçus jusqu'à aujourd'hui, comme ce passage de la Sixième partie du Discours de la méthode :

« […] Au lieu de cette philosophie spéculative qu'on enseigne dans les écoles, on en peut trouver une pratique, par laquelle, connaissant la force et les actions du feu, de l'eau, de l'air, des astres, des cieux, et de tous les autres corps qui nous environnent, aussi distinctement que nous connaissons les divers métiers de nos artisans, nous pourrions les employer de la même façon à tous les usages auxquels ils sont propres, et ainsi nous rendre comme maîtres et possesseurs de la nature. »

Jean Bastaire estime que cette philosophie a conduit les Occidentaux à une mentalité d'exploitant, alors que la vocation de l'homme est plutôt d'être un intendant ou un gérant.
Le théologien catholique Fabien Revol pense que Lynn White critique la façon dont le christianisme occidental a reçu une interprétation cartésienne du premier chapitre du livre de la Genèse, avec ce que cela implique en ce qui concerne la relation au monde naturel.

### Critiques contemporaines dans le domaine des neurosciences
Le neuroscientifique américain Antonio Damasio a avancé l'hypothèse, à partir de l'étude de patients, selon laquelle l'émotion participait à la raison et qu'elle pouvait assister le processus du raisonnement, notamment dans le comportement social et la prise de décision. Ses études, jointes à celles du psychologue Daniel Goleman et d'autres scientifiques, ont fait progresser les connaissances sur l'intelligence émotionnelle.

## Postérité
Au XIXe siècle, certaines idéologies, comme le courant saint-simonien issu de Claude Henri de Rouvroy de Saint-Simon et le positivisme d'Auguste Comte se sont réclamés les successeurs de Descartes. Victor Cousin crée la mythologie selon laquelle Descartes incarne l'esprit français (France cartésienne faite de courage et de générosité). Désiré Nisard contribue à diffuser cette mythologie : « Le cartésianisme est un fruit du sol, une œuvre qui, dans le fond et dans la forme, est profondément et exclusivement française ».
Au XXIe siècle, le théologien catholique Fabien Revol estime que la pensée de Descartes est une des sources du « paradigme technocratique » dénoncé par le pape François dans l'encyclique Laudato si'.

## Rappel des principales œuvres philosophiques de Descartes
- Les Règles pour la direction de l'esprit, œuvre inachevée, vers 1628 (posthume).
- Le Discours de la méthode n'est que la préface à trois traités importants : la Dioptrique, où Descartes a exposé sa théorie du mouvement et du choc ; les Météores, avec une théorie de l'arc-en-ciel ; et enfin la Géométrie, qui pose les bases de la géométrie algébrique.
- Meditationes de prima philosophia, (Méditations métaphysiques) 1641, avec VI séries d'Objections; (deuxième édition avec les VII Objections: 1642); traduction française par le Duc de Luynes 1647
- Principia philosophiae, Les Principes de la philosophie1644, édition latine; traduction française Les Principes de la philosophie 1647.
- Les Passions de l'âme, 1649.
- Recherche de la vérité par les lumières naturelles (posthume).

Descartes commence à mentionner son célèbre cogito dans le Discours de la méthode, il est développé dans les Méditations sur la philosophie première.
Voir l'ensemble de l'œuvre de Descartes dans l'article détaillé :
Descartes